# 春泥棒
「春泥棒」（はるどろぼう）は、日本のロックバンド・ヨルシカの楽曲。2021年1月9日にユニバーサルJより、各種音楽配信サービスにてリリースされた。『大成建設』TVCMソングに起用されている。

## 概要
配信作品としては、5作目となる。配信当日にYouTubeにてミュージックビデオが公開された。また本作は、ヨルシカ初のEP『創作』に収録された。
PVは、昭和記念公園・残堀川の桜並木と神奈川県鎌倉市を走る江ノ電。
曲に関するテーマについて、ヨルシカのコンポーザーであるn-bunaは次のようにコメントしている。
| 「 | 春の日に昭和記念公園の原に一本立つ欅を眺めながら、あの欅が桜だったらいいのにと考えていた。あれを桜に見立てて曲を書こう。どうせならその桜も何かに見立てた方がいい。月並みだが命にしよう。花が寿命なら風は時間だろう。 それはつまり春風のことで、桜を散らしていくから春泥棒である | 」 |

## 収録曲
| #         | タイトル   | 作詞・作曲・編曲 | 時間 |
| --------- | ---------- | ---------------- | ---- |
| 1.        | 「春泥棒」 | n-buna           | 4:50 |
| 合計時間: | 合計時間:  | 合計時間:        | 4:50 |

## 認定と売上
|                                | 認定 (RIAJ) | 売上/再生回数      |
| ------------------------------ | ----------- | ------------------ |
| ダウンロード                   | ゴールド    | 100,000* DL        |
| ストリーミング                 | プラチナ    | 50,000,000* 回再生 |
| *認定のみに基づく売上/再生回数 |             |                    |